# オフ・トゥ・ザ・レイシス
『オフ・トゥ・ザ・レイシス』（Off to the Races）は、アメリカ合衆国のジャズ・トランペット奏者、ドナルド・バードが1958年に録音・1959年に発表したスタジオ・アルバム。

## 解説
バードは1956年以降、ポール・チェンバース、ホレス・シルヴァー、ハンク・モブレー、ソニー・ロリンズ、ルー・ドナルドソン、ジミー・スミス、ソニー・クラーク、ディジー・リース、アート・ブレイキーのブルーノート録音でサイドマンを務めてきた。そして、本作が自身初のブルーノートからのリーダー・アルバムとなり、バードは以後1976年まで、ほとんどのリーダー・アルバムをブルーノートから発表してきた。
Stephen Thomas Erlewineはオールミュージックにおいて5点満点中4点を付け「ドナルド・バードの1950年代後半のセッションとしては、特に活気に満ちた作品の一つ」「巧みな演奏による楽しいハード・バップであり、特に驚くべき要素はない」と評している。

## 収録曲
特記なき楽曲はドナルド・バード作。
1. 恋人よ我に帰れ - "Lover Come Back to Me" (Oscar Hammerstein II, Sigmund Romberg) - 6:54
2. ホエン・ユア・ラヴァー・ハズ・ゴーン - "When Your Love Has Gone" (Einar Aaron Swan) - 5:06
3. サッドウェスト・ファンク - "Sudwest Funk" - 6:57
4. ポールズ・パル - "Paul's Pal" (Sonny Rollins) - 7:10
5. オフ・トゥ・ザ・レイシス - "Off to the Races" - 6:38
6. ダウン・テンポ - "Down Tempo" - 5:23

## 参加ミュージシャン
- ドナルド・バード - トランペット
- ジャッキー・マクリーン - アルト・サクソフォーン
- ペッパー・アダムス - バリトン・サクソフォーン
- ウィントン・ケリー - ピアノ
- サム・ジョーンズ - ベース
- アート・テイラー - ドラムス